# كالفدانس
كالفدانس هي حلوى تقليدية من الدول الاسكندنافية، ويعني اسمها بالمعنى الحرفي رقصة العجل. تُحضّر من لبن السرسوب غير المبستر، وهو أول حليب تنتجه البقرة بعد الولادة.
كالفدانس له تقليد طويل في المطبخ السويدي، وقد ذُكر في موسوعة مشروع في قواعد اللغة السويدية الصادرة عام 1682. وتشير الموسوعة إلى اسم بديل وهو كالف أوست وبالمعنى الحرفي جبن العجل. اسم كالفدانس يشير إلى قوام الحلوى الهلامي الشبيه بالبودينغ. كما نقل المهاجرون السويديون تقليد تحضير الكالفدانس إلى أمريكا الشمالية، لكنه يُستهلك نادرًا اليوم بسبب قلّة الأسر التي تربي الأبقار.
عند تحضير الحلوى، يُمزج حليب اللبأ بالماء ويُسخّن بحذر. وبسبب ارتفاع نسبة البروتين في حليب اللبأ، فإنه يتخثر ويتماسك عند غليه، كما يحدث مع البيض. وهكذا تكتسب الحلوى قوامًا شبيهًا بالبودينغ.
بسبب اللوائح الصحية السويدية، يُسمح ببيع الحليب غير المبستر مباشرةً من المزارع فقط، وبالتالي فإن إنتاج الكالفدانس محدود إلى حد ما. ونتيجة لذلك، نادرًا ما يُحضّر الكالفدانس في المنازل السويدية اليوم. في عام 2008، أُدرج الكالفدانس، مع أربعة أطباق سويدية أخرى، ضمن سفينة التذوق التابعة لحركة الطعام البطيء.
الحلوى المرتبطة هي راميوكسبانكّاكا أي فطيرة الحليب الخام. توجد حلويات مشابهة للكالفدانس في بلدان أخرى؛ ففي أيسلندا، يُحضّر بودنغ يُدعى آوبريستير من حليب اللبأ، وفي فنلندا توجد نسخة مشابهة تُعرف باسم أونييوستو أي جبنة الفرن. وفي إنجلترا، كان يُستخدم حليب اللبأ، المعروف محليًا باسم حليب اللبأ، تقليديًا في الحلويات. وفي الهند، يُحضّر الخارفاس من حليب اللبأ الجاموسي. في اللهجتين النرويجية والدنماركية، تُستخدم كلمة كالفيدانس أحيانًا للإشارة إلى نوع من الجيلي المصنوع من لحم العجل.